# Wolf Schlamminger
Wolf Schlamminger (* 30. Juli 1922 in Amberg; tot aufgefunden 20. November 1981 in Aachen) war ein deutscher Schauspieler und Hörspielsprecher.

## Leben und Wirken
Schlamminger erhielt seine Schauspielausbildung an einer Theaterakademie und gab sein Debüt in Dresden. Es folgten Verpflichtungen an Bühnen in Ingolstadt und Köln (Städtische Bühnen und Theater am Dom). Außerdem machte Schlamminger literarisches Kabarett und wirkte an zahlreichen Hörfunkproduktionen von WDR und SFB als Sprecher mit. So war er u. a. in vier Paul-Temple-Hörspielen in kleineren Nebenrollen zu hören.
Bereits 1954 gab Schlamminger seinen Einstand vor einer Fernsehkamera und trat die kommenden zwei Jahrzehnte mit kleinen Rollen in zwei Dutzend weiteren Fernsehproduktionen auf, darunter der Durbridge-Straßenfeger Das Halstuch und der frühe Kressin-Tatort Kressin stoppt den Nordexpress. Er hatte sein letztes Engagement am Grenzlandtheater Aachen. Wolf Schlamminger war verheiratet und hatte einen Sohn.

## Filmografie
- 1954: Das goldene Kalb
- 1954: Das Glücksmädel
- 1959: Ein Traumspiel
- 1960: Die Träume von Schale und Kern
- 1961: Ein Augenzeuge
- 1962: Das Halstuch
- 1962: Daphne Laureola
- 1963: Das Leben ein Traum
- 1964: Romeo und Julia
- 1965: Herodes und Marianne
- 1965: Ein Wintermärchen
- 1967: Der dritte Handschuh
- 1967: Die Reisegesellschaft
- 1968: Johannes durch den Wald
- 1968: Mehrmals täglich
- 1968: Der Talisman
- 1969: Rotmord
- 1969: Die Rückkehr
- 1971: Tatort: Kressin stoppt den Nordexpress
- 1972: Tischlein deck dich
- 1974: Die Stadt im Tal
- 1975: Der Strick um den Hals
- 1975: Der Wittiber

## Hörspiele (Auswahl)
- 1951: Alfred Savoir: Die kleine Katarina – Regie: Wilhelm Semmelroth
- 1956: Josef Martin Bauer: So weit die Füße tragen (8. Teil) – Regie: Franz Zimmermann
- 1956: Walther Franke-Ruta: Die Magd. Eine einfältige Geschichte – Regie: Friedhelm Ortmann
- 1956: Arthur Conan Doyle: Der Silberstrahl – Regie: Eduard Hermann
- 1956: Lutz Neuhaus: Die Goldene – Regie: Raoul Wolfgang Schnell
- 1956: Georg Heine: Neues aus Schilda; Folge: Das arme Armenhaus – Regie: Kurt Meister
- 1957: Charles Dickens: Aus dem Leben David Copperfields (10. Teil) – Regie: Kurt Meister
- 1957: John P. Wynn: Inspektor Hornleigh auf der Spur (1. Staffel: 4. Folge) – Regie: Hermann Pfeiffer
- 1957: Pius Alexander Wolff: Preciosa. Ein romantisches Spiel – Regie: Friedhelm Ortmann
- 1958: John P. Wynn: Inspektor Hornleigh auf der Spur (1. Staffel: 15. Folge) – Regie: Hermann Pfeiffer
- 1958: Alexander Puschkin: Der Schneesturm – Regie: Ludwig Cremer
- 1958: Peter Tiedemann: Es geschah in… England; Folge: Die Schnüffelkommission. Nach einer wahren Begebenheit – Regie: Otto Kurth
- 1958: Arthur Miller: Brennpunkt – Regie: Otto Kurth
- 1958: Félicien Marceau: Das Ei – Bearbeitung und Regie: Raoul Wolfgang Schnell
- 1958: Peter Tiedemann: Es geschah in… Österreich; Folge: Der verrückte Grenzstein – Regie: Kurt Meister
- 1958: Jürgen Gütt: Das Gelächter des Clowns – Regie: Friedhelm Ortmann
- 1958: Wolfgang Altendorf: Odyssee zu zweit (1., 2. und 5. Teil) – Regie: Otto Kurth
- 1958: Josef Martin Bauer: Es geschah in... Thüringen; Folge: Der König von Erfurt. Nach einer wahren Begebenheit – Regie: Kurt Meister
- 1958: Boris Pasternak: Doktor Schiwago (1. und 3. Teil) – Regie: Otto Kurth
- 1958: Karl May: Old Surehand (4. Teil: In der Kaktusfalle) – Regie: Kurt Meister
- 1958: Josef Martin Bauer: Es geschah in... Österreich; Folge: Der Major von Köpenick. Nach einer wahren Begebenheit – Regie: Friedhelm Ortmann
- 1959: Jürgen Gütt: Es geschah in... Spanien; Folge: Aktion Zweispitz. Nach einer wahren Begebenheit – Regie: Raoul Wolfgang Schnell
- 1959: Rudyard Kipling: Fischerjungs (6 Teile) – Regie: Hermann Pfeiffer
- 1959: Jürgen Gütt: Wählen Sie 74641! Aus den Akten der Kölner Kriminal-Polizei (1. Folge: Der Mann mit der Nummer) – Regie: Gerd Martienzen
- 1959: Christopher Fry: Der Hirt mit dem Karren – Regie: Friedhelm Ortmann
- 1959: Seán O’Casey: Juno und der Pfau – Regie: Otto Kurth
- 1959: Francis Durbridge: Paul Temple und der Fall Spencer (8. Teil) – Regie: Eduard Hermann
- 1959: Wolfgang Altendorf: Es geschah in... Österreich; Folge: Das Handtaschenwunder. Nach einer wahren Begebenheit – Regie: Otto Kurth
- 1960: Josef Martin Bauer: Es geschah in... Niederschlesien; Folge: Glasperlen. Nach einer wahren Begebenheit – Regie: Hermann Pfeiffer
- 1960: Gerd Oelschlegel: Es geschah in... Österreich; Folge: Panik in Dreiburgen. Nach einer wahren Begebenheit – Regie: Hermann Pfeiffer
- 1960: Wolfgang Altendorf: Es geschah in … Oberbayern; Folge: Der Fremde im Dorf. Nach einer wahren Begebenheit – Regie: Raoul Wolfgang Schnell
- 1960: Joseph Roth: Die Legende vom heiligen Trinker – Regie: Raoul Wolfgang Schnell
- 1960: Vicki Baum: Die Galoschen des Unglücks (4. Teil) – Regie: Raoul Wolfgang Schnell
- 1960: André Obey: Mensch aus Staub und Asche – Regie: Friedhelm Ortmann
- 1961: Francis Durbridge: Paul Temple und der Fall Conrad (2. und 3. Teil) – Regie: Eduard Hermann
- 1961: Ion Luca Caragiale: Ein verlorener Brief – Regie: Otto Kurth
- 1961: Fin Soeborg: Nationalökonomie – Regie: Heinz Wilhelm Schwarz
- 1961: Edward J. Mason: Juwelenraub – Regie: Erik Ode
- 1961: Horst Pillau: Es geschah in … Bayern; Folge: Dreierbob. Nach einer wahren Begebenheit – Regie: Kurt Meister
- 1962: Horst Mönnich: Der vierte Platz (1. Teil: Entscheidung auf Sobowitz) – Regie: Friedhelm Ortmann
- 1962: Francis Durbridge: Paul Temple und der Fall Margo (7. Teil) – Regie: Eduard Hermann
- 1962: Ernst Bruun Olsen: Morgen muß ich weiter – Regie: Raoul Wolfgang Schnell
- 1962: George Bernard Shaw: Blanco Posnets Erweckung – Bearbeitung und Regie: Edward Rothe
- 1963: Graham Greene: Unser Mann in Havanna (2. Teil) – Regie: Raoul Wolfgang Schnell
- 1963: Wilhelm Hauff: Das kalte Herz – Regie: Otto Kurth
- 1963: Rainer Puchert: Der Schaukelstuhl – Regie: Günther Sauer
- 1963: Howard Rodman: Abenteuer in New York – Regie: Cläre Schimmel
- 1963: Malcolm A. Hulke, Eric Paice: Der Goldtopf – Regie: Otto Düben
- 1963: Wolfgang Ecke: Ein Fall für Perry Clifton: Der Herr in den grauen Beinkleidern (4. Teil: Die Sensation in London) – Regie: Fritz Peter Vary
- 1963: Johann Jakob Christoph von Grimmelshausen: Simplicius Simplicissimus Teutsch (2. Teil) Beschreibung des Lebens eines seltsamen Vaganten, genannt Melchior Sternfels von Fuchshaim – Regie: Ludwig Cremer
- 1964: Rosemary Sutcliff: Als der Thespiskarren noch fuhr – Regie: Joachim Sonderhoff
- 1964: Edgar Broese: Wagen ohne Licht – Regie: Otto Düben
- 1964: Zbigniew Herbert: Die kleine Stadt – Regie: Heinz Wilhelm Schwarz
- 1965: Michel Suffran: Verlaine Twist – Regie: Otto Düben
- 1966: Francis Durbridge: Paul Temple und der Fall Genf (1. Teil: Zu jung, um zu sterben) – Regie: Otto Düben
- 1974: Hannelies Taschau: Ich bin anständig, weil ihr sagt, daß ich anständig bin – Regie: Otto Düben